# René Duvauchelle
Pour les articles homonymes, voir Duvauchelle.
René Duvauchelle (Le Havre, 30 mai 1912 - Mort pour la France à Catane le 11 janvier 1941), est un militaire français, Compagnon de la Libération à titre posthume par décret du 31 janvier 1941. Officier marinier de la marine nationale, il choisit en 1940 de poursuivre la lutte contre l'axe. En mission pour la Royal Air Force, il meurt lorsque son avion est abattu au-dessus de l'Italie.

## Biographie

### Jeunesse et engagement
René Duvauchelle naît le 30 mai 1912 au Havre au sein d'une famille de marins. Fils d'un capitaine au long cours, il s'oriente lui aussi vers le domaine maritime mais choisit l'armée plutôt que la marine marchande. Il s'engage dans la marine nationale en 1928 et se spécialise dans l'aéronavale en passant son brevet de pilote d'hydravion en 1937. premier maître, il obtient en 1939 le brevet supérieur de mécanicien et le brevet supérieur de navigation aérienne.

### Seconde Guerre mondiale
Au moment du déclenchement de la Seconde Guerre mondiale, il est affecté sur le porte-hydravion Commandant Teste au sein de l'escadrille HB2 et participe à la bataille de France,. Admissible au grade d'officier des équipages de 2e classe, sa promotion est stoppée par la défaite de l'armée française et l'armistice du 22 juin 1940. À quai à Bizerte en Tunisie, il décide de poursuivre la lutte et, le 4 juillet, s'empare avec son radiographiste Jacques Méhouas d'un hydravion Latécoère 298 de l'escadrille à bord duquel les deux hommes s'enfuient vers Malte où sont stationnées des troupes britanniques. Engagé dans les forces navales françaises libres et subordonné à la Royal Air Force, René Duvauchelle est chargé d'effectuer des missions de reconnaissance en Sicile et dans le sud de l'Italie ainsi qu'en Libye et en Tunisie, toujours accompagné de Jacques Méhouas
.
Le 11 janvier 1941, les deux hommes effectuent une mission dans la région de Brindisi. Sur le chemin du retour, survolant la ville de Catane, leur appareil est abattu par la DCA italienne. René Duvauchelle et Jacques Méhouas meurent dans le crash de leur avion. Inhumé dans un premier temps à Catane, puis au cimetière français de Rome, le corps de René Duvauchelle est rapatrié en France en 1950 et inhumé à Vaux-le-Pénil en Seine-et-Marne. En octobre 1949, il est promu officier des équipages de 2e classe à titre posthume.

## Décorations
|  |  |  |

| Chevalier de la Légion d'honneur | Chevalier de la Légion d'honneur | Compagnon de la Libération | Compagnon de la Libération | Croix de guerre 1939-1945 Avec palme | Croix de guerre 1939-1945 Avec palme |

## Hommages
- Au Havre, son nom figure sur une stèle en hommages aux Compagnons de la Libération de la commune[6]. Son souvenir est également perpétué par une rue de cette même commune.
- À Vaux-le-Pénil, son nom est inscrit sur le monument aux morts de la commune ainsi que sur une plaque commémorative de la mairie[7],[8].